# الرياضة في مينيسوتا
تشمل الرياضة في مينيسوتا فرقاً محترفة في جميع الرياضات الكبرى ومتنافسين وأبطال أولمبيين لا سيما في الألعاب الأولمبية الشتوية، وكذلك فرقاً جامعية بالدوريات الكبرى والصغرى وفرقاً هاوية نشطة والرياضات الفردية.
لدى مينيسوتا فريق واحد في كل بطولة من بطولات الرباضات المحترفة الخمس الكبرى (دوري البيسبول، الدوري الوطني لكرة القدم الأمريكية، الرابطة الوطنية لكرة السلة، دوري الهوكي الوطني ودوري كرة القدم). وإلى جانب الرياضات الاحترافية توجد عدة فرق جامعية مثل مينيسوتا غولدن غوفرز وسانت توماس توميز الناشطان في القسم الأول من بطولات الرابطة الوطنية لرياضة الجامعات، إضافةً إلى العديد من فرق الكليات والجامعات العامة والخاصة الأخرى في الولاية.

## الرياضات الاحترافية الكبرى

### كرة القدم الأمريكية

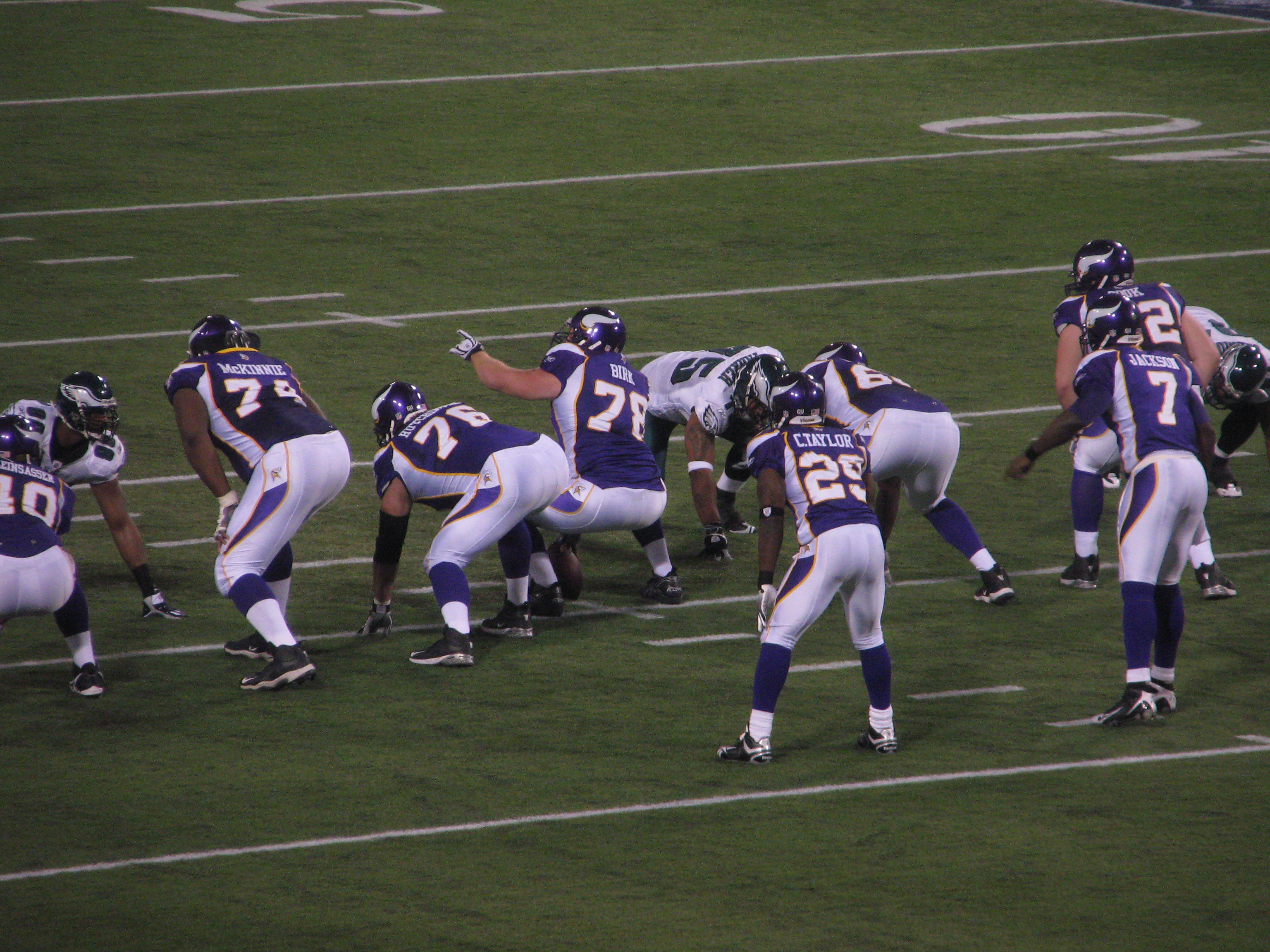
الفايكنج في هجمة - يناير 2009

تأسس فريق مينيسوتا فايكنج المنافس في الدوري الوطني لكرة القدم الأمريكية (NFL) في عام 1961. ويخوض مبارياته على أرضه في ملعب يو إس بانك استاديم. فاز الفايكنج ببطولة NFL مرة واحدة في عام 1969، أي قبل عام واحد من اندماج AFL-NFL. كان الفايكنج أول فريق يظهر في أربع مباريات سوبر بول، لكنه خسرها جميعًا. وكان آخر ظهور له في السوبر بول هو السوبر بول الحادي عشر ضد أوكلاند ريدرز في عام 1977. من بين أبرز من لعب للفريق: وارن مون وراندال كونينغهام وجيم مارشال ورون ياري وميك تينجيلهوف وبول كراوس وكريس كارتر وكارل إلير وفران تاركنتون، وتشاك فورمان، وراندي موس، وداونت كولبيبر، ودارين شاربر، وجيم كلاينساسر، وبراد جونسون، وألان بيج، و «بيربل بيب إيترز»، وأدريان بيترسون، وراندال مكدانيل، وجون راندل وآخرون.
قبل تأسيس الفايكنج، استضافت مينيسوتا أيضًا فريقي منيابولس مارينز / رد جاكتس ودولوث كيليس / إسكيموس. يوجد ثلاثة لاعبين لعبوا مع دولوث في قاعة مشاهير محترفي كرة القدم. لعب فرق دولوث في أتلتيك بارك، بينما لعبت فرق منيابولس في نيكولت بارك. في عام 2014، لعب فريق بيمدجي آكسمن من مدينة بيمدجي موسمين في بطولة دوري كرة القدم الأمريكية داخل الصالات.
مينيسوتا فيكسن هو فريق كرة قدم أمريكية نسائي (WFA) تأسس في عام 1998. وهو أقدم فريق كرة قدم نسائي محترف في الولايات المتحدة. مينيسوتا ماشين هو أيضًا فريق كرة قدم أمريكية نسائي (WFA) تأسس في عام 2008.

### كرة السلة
تأسس مينيسوتا تمبر ولفز فريق دوري محترفي كرة السلة في عام 1989 ويخوض مبارياته على أرضه في صالة تارغت سنتر في منيابولس. لم يصل «الذئاب» كما يسميه الأحباء بعد إلى سلسلة نهائيات الدوري، لكنهم وصلوا إلى نهائيات القسم الغربي في عام 2004. في عام 2000، أدان مسؤولو الإن بي إيه الذئاب بانتهك قواعد الدوري عند توقيعه مع جو سميث غير المرتبط في حينها أي فريق. ثم أعلنوا بطلان العقد، وفرضوا غرامة قدرها 3.5 مليون دولار على النادي وحرموه من اختيارات الجولة الأولى من الدرافتات الثلاثة التالية. ومن أبرز لاعبيه على مر تاريخه: كيفن غارنيت وكيفن لف وسام كاسل وكارل أنتوني تاونز وريكي روبيو وستيفون ماربوري ولتريل سبريويل وتيري بورتر وسام ميتشل ووالي سزربياك ومالك سيلي وأندرو ويغينز.
كان منيابولس ليكرز فريق إن بي أيه جاء منتقلاً من ديترويت إلى منيابولس في عام 1947. قبل أن يستقر في نهاية المطاف في لوس أنجلوس سنة 1960، ليصبح اسمه لوس أنجلوس ليكرز. أثناء إقامته، فاز منيابولس ليكرز ببطولة الدوري الوطني لكرة السلة (NBL) موسم 1947-48، ثم انضم رفقة أربعة فرق أخرى من (NBL) إلى بطولة اتحاد كرة السلة الأمريكي (BAA)، حيث فازوا بطولة موسم 1948-49. بعد هذا الموسم، اندمج اتحادا NBL و BAA ليكونا الدوري الاميركي للمحترفين NBA. وقد فاز الليكرز بخمس بطولات في ست سنوات، في أعوام 1949 و 1950 و 1952 و 1953 و 1954. يعتبر الفريق أول "Dynasty" في دوري الإن بي أيه أي الفريق المهيمن على الدوري والرياضة لفترة طويلة. ومن بين اللاعبين البارزين جورج ميكان وجيم بولارد وفيرن ميكلسن وسلاتر مارتن وكلايد لوفيليتي وإلجين بايلور.
ينشط فريق مينيسوتا لينكس في دوري كرة السلة النسائية (WNBA) وقد تأسس سنة 1999 ويلعب مبارياته على أرضه في صالة تارغت سنتر في منيابولس. فاز لينكس بأربع بطولات WNBA، مواسم 2011 و 2013 و 2015 و 2017. في عام 2005، انتدب لينكس سيمون أوغوستوس من جامعة ولاية لويزيانا. وسرعان ما أصبحت من أساسات النادي وكانت محور العديد من إعلانات WNBA. ساهمت مايا مور والتي انتدبت سنة 2011 بشكل كبير في نجاح لينكس، وقد فازت بجائزة أفضل لاعبة في عام 2014.

### البيسبول

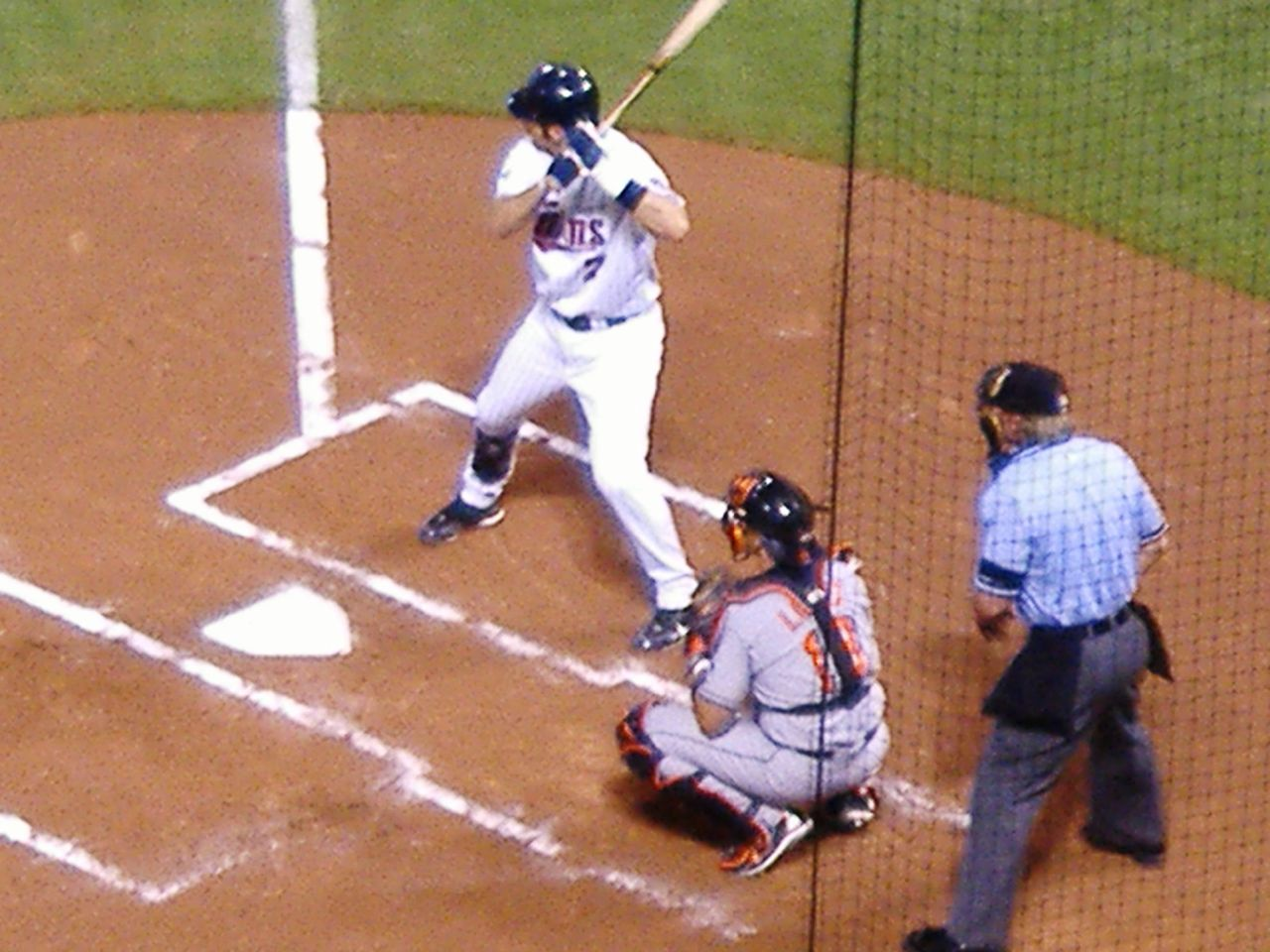
جو ماور لاعب مينيسوتا توينس على المضرب، ملعب ميترودوم.

انتقل فريق مينيسوتا توينس من بدوري البيسبول الرئيسي إلى مينيسوتا في عام 1961 قادماً من واشنطن العاصمة، حيث كانوا يعرفون باسم واشنطن سيناتورس. لعب توينس مبارياته على أرضه في ملعب متروبوليتان ستاديم في بلومنغتون بين عامي 1961 و1981 (هُدم سنة 1985)، وبملعب ميترودوم في منيابولس بين عامي 1982 و2009 (هُدم سنة 2014)، وأخيراً انتقل في عام 2010 إلى ملعبه الحالي تارغت فيلد. تأهل إلى بطولة العالم في أعوام 1965 و1987 و1991 ، محققاً اللقب عامي 1987 و 1991. في عام 2001، كان التوينس ومنتريال أكسبوز مهددان بالإقصاء في مخطط لتقلص عدد فرق دوري البيسبول. إلا أن المحاولة لم تنجح، وفي العام التالي وصل الفريق إلى سلسلة بطولة الدوري الأمريكي (ALCS). من بين لاعبي توينس البارزين كيربي باكيت، وبيرت بليليفن، ورود كارو، وتوني أوليفا، وهارمون كيليبرو، وبول موليتور، ويوهان سانتانا، وجو ماور، وجوستين مورنو، وتوري هانتر، وجو ناثان، وديفيد أورتيز، وكينت هيربيك.
كان يوجد فريق في مدينة سانت بول ينشط بدوري البيسبول الثانوي (MiLB) ويُدعى سانت بول سانتس. ويلعب سانت بول سانتس حالياً في دوري الرابطة الأمريكية لمحترفي البيسبول المستقل. وقد كان جزءًا من دوري الشمال. تأسس الفريق في عام 1993 كفريق مؤسس للدوري. وفاز ببطولة دوري الشمال أعوام 1993 و 1995 و 1996 و 2004. من بين لاعبيه البارزين كيفن ميلار وداريل ستروبيري وجيسون فاريتيك وجاك موريس وإيلا بوردرز. يخوض سانتس مبارياته على أرضه في ملعب سي إتش إس فيلد في سانت بول منذ سنة 2015 منتقلاً من ملعب مدوي ستاديم (هُدم سنة 2015).

### الهوكى الجليدى

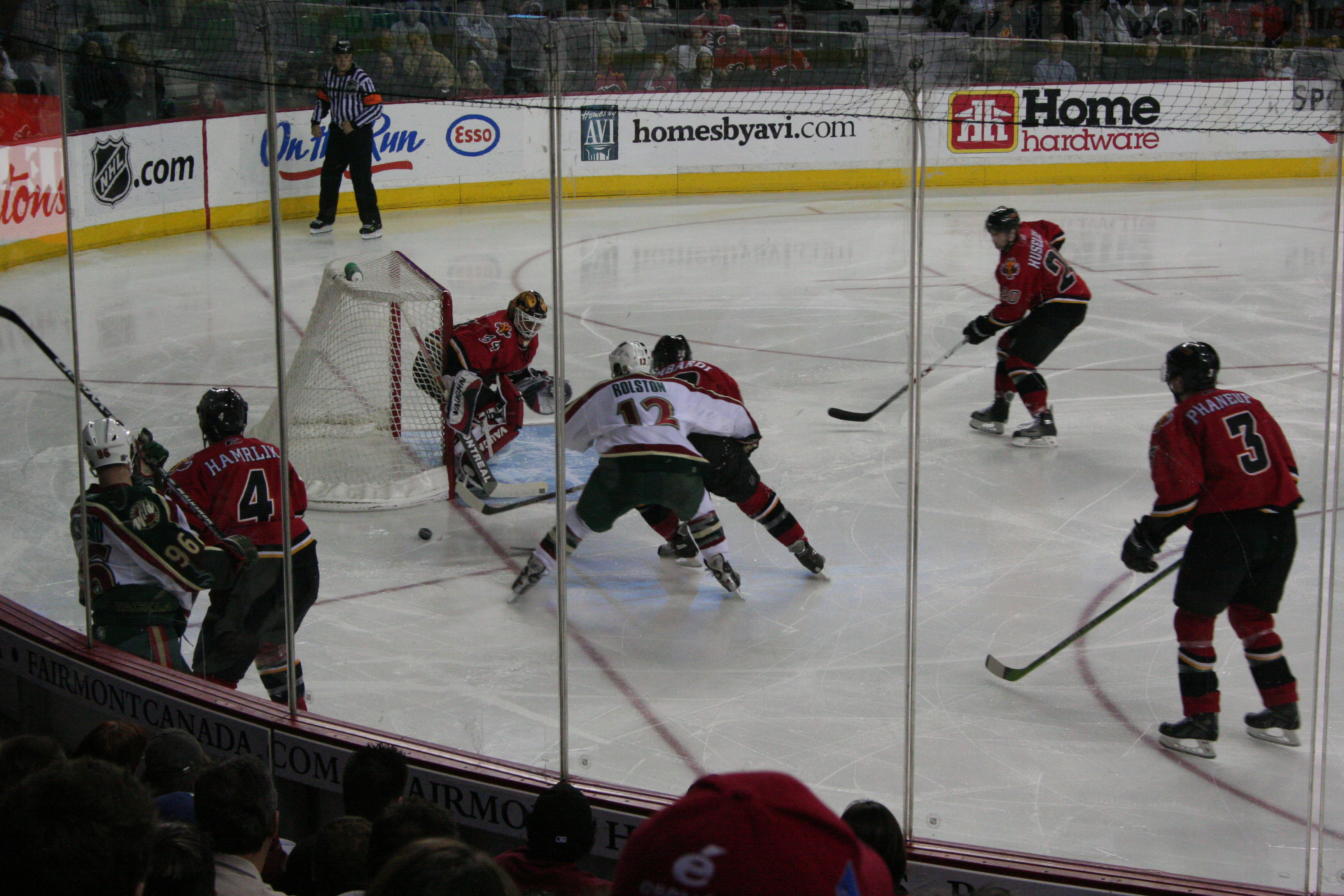
مينيسوتا وايلد ضد كالغاري فليمز

تأسس فريق مينيسوتا وايلد المنافس بدوري الهوكي الوطني NHL سنة 2000 ويلعب مبارياته على أرضه في صالة إكسل إنرجي سنتر في سانت بول. لم يصل وايلد بعد إلى نهائيات كأس ستانلي. انتدب وايلد اللاعب الفنلندي ميكو كويفو في ثاني اختيار درافت في تاريخ النادي، وهو الآن الكابتن والهداف التاريخي للفريق. وصل وايلد إلى نهائيات القسم الغربي في عام 2003، بفوزه على كولورادو أفالانش وفانكوفر كانوكس في سلسلة سبع مباريات بعد أن كان متأخراً بثلاث مباريات إلى واحدة، قبل أن يكتسحه أناهايم دكس. من بين اللاعبين البارزين في وايلد ماريان غابوريك وميكو كويفو ووس والس وداربى هندريكسون وزاك باريس وريان سوتر وتوماس فانك وإيرك ستال وجوردن ليوبولد
لعب سابقاً مينيسوتا نورث ستارز في دوري NHL بدءاً من عام 1967 وكان يلعب مبارياته في صالة مت سنتر (هُدمت سنة 1994) في مدينة بلومنجتون. وقد تأهل إلى نهائيات كأس ستانلي عامي 1981 و 1991 دون إحراز اللقب. في عام 1993، انتقل نورث ستارز إلى مدينة دالاس، حيث أصبح إسمه دالاس ستارز. ومن بين اللاعبين البارزين هاري هويل وجون ماريوتشي وغامب ورسلي ونيل بروتين ومايك مودانو.
مينيسوتا وايتكابس هو فريق نسائي محترف لعب في دوري الهوكي الغربي للسيدات (WWHL) من 2004 إلى 2011 وانضم إلى دوري الهوكي الوطني النسائي المحترف (NWHL) موسم 2018-19. حصل الفريق على لقب كأس كلاركسون من 2010 خلال فترة وجودهم في WWHL وكأس آزوبل في NWHL. يلعب الفريق في صالة تريا رنك في مدينة سانت بول.
تقع قاعة مشاهير لاعبي الهوكي الأمريكيين في مدينة إفيليث بمنطقة آيرون رينج.

### كرة القدم
تأسس فريق مينيسوتا يونايتد المنافس الدوري الأمريكي لكرة القدم (MLS) في عام 2010 باسم مينيسوتا ستارز. في عام 2013، أعاد النادي تسميته بشعار جديد إلى مينيسوتا يونايتد. عند تأسيسه النادي سنة 2010، بدأ اللعب في دوري أمريكا الشمالية لكرة القدم في الدرجة الثانية من كرة القدم الأمريكية. في مارس 2015، أعلنت MLS أن مينيسوتا يونايتد قد حصل على مكان في زيادة عدد فرق الدوري. استمر الفريق بالمشاركة في دوري أمريكا الشمالية حتى موسم 2017 عندما بدأ مينيسوتا يونايتد المنافسة في الدوري الأمريكي للمحترفين. وهي أول مشاركة لمينيسوتا بدوري الدرجة الأولى لكرة القدم منذ حل نادي مينيسوتا كيكس في عام 1981. يلعب مينيسوتا يونايتد حاليًا مبارياته على أرضه في ملعب أليانز فيلد في مدينة سانت بول. يلقب مينيسوتا يونايتد بـ «ذا لونز» نسبة إلى طائر ولاية مينيسوتا الغواص الشائع. من بين اللاعبين البارزين في مينيسوتا يونايتد كيفن مولينو وداروين كينتيرو وأوسفالدو ألونسو وميغيل إيبارا.
سابقاً لعب فريق يدعى ثندر بالدرجة الأولى لدوري USL بدءاً من عام 1992 كفريق للهواة، ثم انضم إلى USL في 1994، وفاز ببطولة ما كان يعرف آنذاك بدوري A-League في عام 1999. من بين أبرز اللاعبين السابقين توني سانيه ومانويل لاغوس.

## الفرق المحترفة
| النادي             | الرياضة                      | الدوري                             | الملعب                  | المدينة         | سنة التأسيس | البطولات                                                      |
| ------------------ | ---------------------------- | ---------------------------------- | ----------------------- | --------------- | ----------- | ------------------------------------------------------------- |
| مينيسوتا فايكنغز   | كرة القدم الأمريكية          | الرابطة الوطنية لكرة القدم         | يو إس بانك استاديم      | منيابولس        | 1967        |                                                               |
| مينيسوتا تمبر ولفز | كرة السلة                    | الرابطة الوطنية لكرة السلة         | تارغت سنتر              | منيابولس        | 1989        |                                                               |
| مينيسوتا توينس     | بيسبول                       | دوري كرة القاعدة الرئيسي           | تارغت فيلد              | منيابولس        | 1961        | بطولة العالم: 1987، 1991                                      |
| مينيسوتا وايلد     | هوكي الجليد                  | دوري الهوكي الوطني                 | إكسل إنرجي سنتر         | سانت بول        | 2000        |                                                               |
| مينيسوتا يونايتد   | كرة القدم                    | الدوري الأمريكي لكرة القدم         | أليانز فيلد             | سانت بول        | 2010        | NASL: 2011 ، 2014                                             |
| مينيسوتا لينكس     | كرة السلة                    | الاتحاد الوطني لكرة السلة النسائية | تارغت سنتر              | منيابولس        | 1999        | الاتحاد الوطني لكرة السلة النسائية: 2011 ، 2013 ، 2015 ، 2017 |
| مينيسوتا وايتكابس  | هوكي الجليد                  | دوري الهوكي الوطني للسيدات         | تريا رنك                | سانت بول        | 2004        | كأس كلاركسون: 2010، كأس إيزوبيل: 2019                         |
| سانت بول سانت      | بيسبول                       | Triple-A East                      | سي إتش إس فيلد          | سانت بول        | 1993        | الدوري الشمالي: 1993، 1995، 1996، 2004، 2019                  |
| مينيسوتا فيكسن     | كرة القدم الأمريكية النسائية | تحالف كرة القدم النسائية           | ملعب سيملي الرياضي      | إنفر غروف هايتس | 1999        |                                                               |
| مينيسوتا ماشين     | كرة القدم الأمريكية النسائية | تحالف كرة القدم النسائية           | مدرسة مينتونكا الثانوية | مينيتونكا       | 2009        |                                                               |
| مينيسوتا وند تشل   | ألتيمت                       | الرابطة الأمريكية لقرص ألتيمت      | ملعب سي فوم             | سانت بول        | 2013        |                                                               |
| مينيسوتا روكر      | رياضة إلكترونية              | رابطة كول ديوتي                    | منيابولس أرموري         | منيابولس        | 2019        |                                                               |

## رياضات احترافية وشبه احترفية أخرى

### الباندي
لعبت الباندي على أساس منتظم في الولايات المتحدة منذ أوائل الثمانينيات من القرن الماضي، وتعد اللعبة أكثر شيوعًا في ولاية مينيسوتا، حيث يتيح المناخ الشتوي اللعب في الهواء الطلق لعدة أشهر في السنة.
تُلعب معظم المباريات في دوري باندي الأمريكي في صالة غويدانت جون روز مينيسوتا أوفال ومعظم الأبطال الوطنيين هم فرق من الولاية، مثل مينيابوليس باندولييه، دينامو دولوث، مينيسوتا بليدز، وسيريوس مينيسوتا. باندولييه هو أنجح فريق في البلاد، حيث توج بطلاً للولايات المتحدة عشر مرات حتى عام 2014.
كان غويدانت جون روز مينيسوتا أوفال هو المكان الرئيسي لبطولة باندي العالمية لعام 1995 وبطولة باندي العالمية للسيدات لعام 2006. كما ستستضيف بطولة العالم باندي للسيدات لعام 2016.

### لاكروس

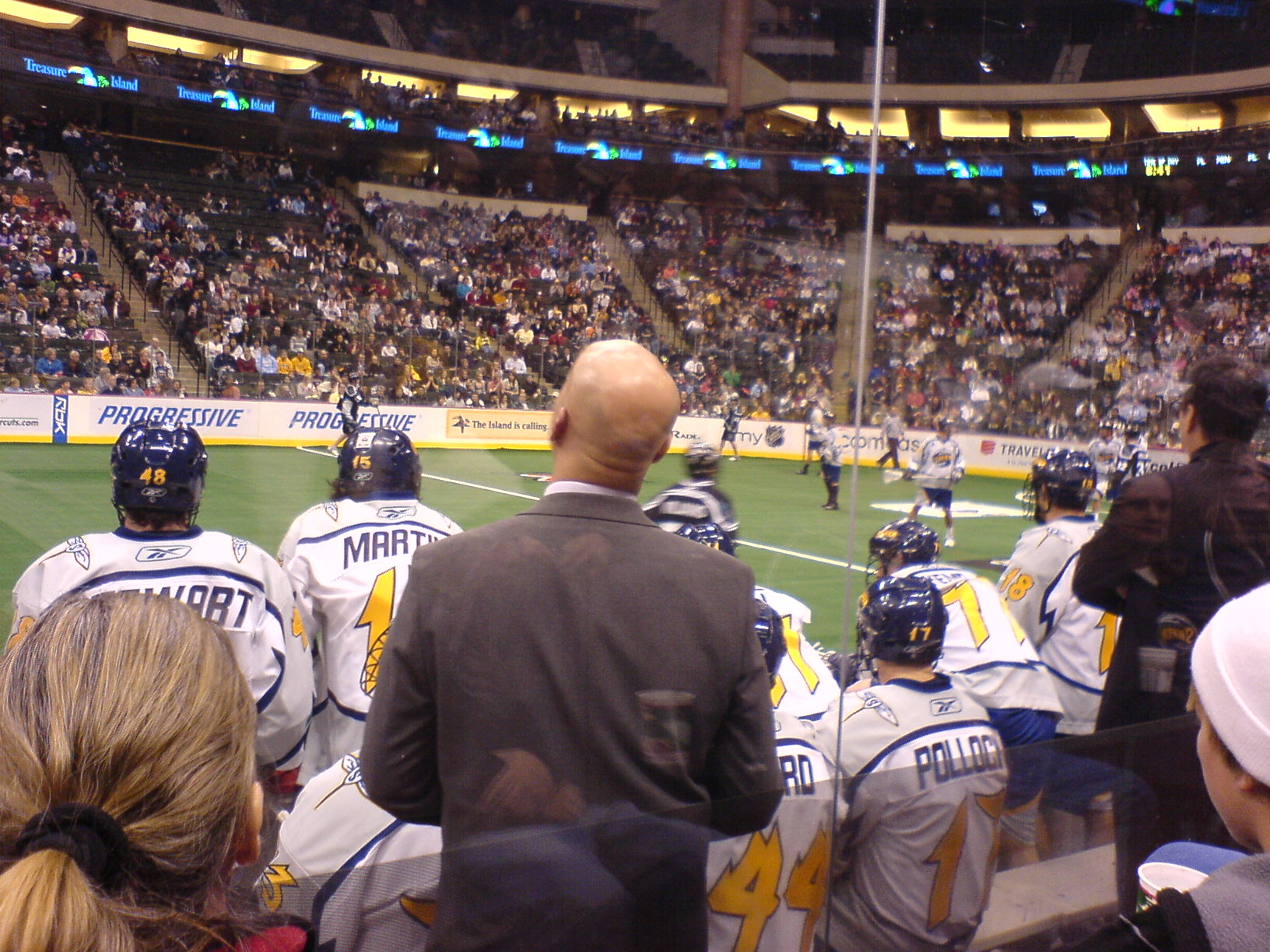
مينيسوتا سوارم

كان مينيسوتا سوارم فريق الولاية المحترف في رياضة لاكروس بين عامي 2005 و 2015. لعب مينيسوتا سوارم جميع المباريات على أرضه في صالة إكسل إنرجي سنتر. وتكون بنقل رابطة دوري لاكروس الوطني (NLL) نادي مونتريال إكسبرس غير النشط إلى مدينة سانت بول في 10 أغسطس 2004. بعد أحد عشر موسماً من النجاح المختلط باللعب في مينيسوتا، غادر سوارم إلى جورجيا ليصبح جورجيا سوارم. أشار مالك سوارم جون أرلوتا إلى أن صعوبة التفاوض على عقد إيجار مع إكسل إنرجي سنتر، والمنافسة من الفرق الرياضية المحلية الأخرى، وانخفاض مبيعات التذاكر كانت من أسباب لنقل النادي.

### الغولف
تستضيف مينيسوتا العديد من أحداث الجولف المحترفة. تستضيف الولاية منذ عام 2019 دورة ثري إم المفتوحة، وهي حدث ضمن جولة رابطة لاعبي الجولف المحترفين (PGA Tour) في بلين. والتي حلت مكان دورة جولة رابطة لاعبي الجولف المحترفين (PGA Tour Champions) التي كانت تسضيفها بلين سنويًا منذ عام 1993.
دورة بيرنت سينير الكلاسيكية (Burnet Senior Classic) كانت تلعب سنويا في ملعب بنكر هلز في كون رابيدز بين عامي 1993 و2000، قبل تنتقل إلى ملاعب نادي لاعبي البطولة (Tournament Players Club) في بلين ويصبح إسمها بطولة ثري إم (3M Championship).
استضافت مينيسوتا بطولة جمعية الجولف المحترفة للسيدات الكلاسيكبة (LPGA Classic) من 1990 إلى 1998 في ملعب إدنبرة يو إس أيه في بروكلين بارك.
تتوقف ناشنوايد تور سنويًا في نادي توم ليمان سوميربي غولف كلوب آند كوميونيتي في بايرون.
كما استضافت الولاية العديد من الأحداث الكبرى. فقد تم لعب بطولة الولايات المتحدة المفتوحة فيها أربع مرات، مرتين في نادي هازيلتين الوطني للغولف في تشسكا عامي 1970 و 1991، ومرة واحدة في إنترلاشن كنتري كلوب في إيدينا (1930) في فوز بوبي جونز التاريخي، ومرة واحدة في نادي مينيكادا في منيابولس (1916).
استضاف هازلتين بطولة رابطة لاعبي الجولف المحترفين (PGA Championship) في عامي 2002 و 2009، وكأس رايدر في عام 2016، وبطولة رابطة لاعبي الجولف المحترفين للسيدات (Women's PGA Championship) في عام 2019؛ وسيستضيف كأس رايدر مرة أخرى في عام 2028. استضاف ملعب كيلر للجولف في مابلوود بطولة رابطة لاعبي الجولف المحترفين (PGA Championships) عامي 1932 و 1954، وبطولة وسترن المفتوحة (Western Open) عام 1949، وسانت بول المفتوحة بين عامي 1930-1968 (جولة منتظمة لرابطة لاعبي الجولف المحترفين). استضاف إنترلاشن كنتري كلوب كأس سولهايم في عام 2002 وبطولة الولايات المتحدة المفتوحة للسيدات في عام 2008.

### الفريسبي النهائي
تأسس مينيسوتا وند تشل في عام 2013 كفريق موسع لـ American Ultimate Disc League (AUDL). يلعب الفريق في قسم الغرب الأوسط من AUDL. تُلعب مبارياته على أرض في حرم جامعة كونكورديا.

### السوفتبول
كان لدى مينيسوتا فريق محترف في السوفتبول بالملعب البطيء من 1977 إلى 1979 يسمى مينيسوتا جوفي ثم مينيسوتا نورسمن. لعب لاعب فايكنغز السابق بوب لورتسما لفترة وجيزة للنورسمان. تأسس نادي أوسي ببرس في عام 2018 ويلعب في اتحاد برو فاستبتش الوطني.

## رياضة المحركات

### ناسكار
توجد في مينيسوتا حلبتا سباق تنظم عليها سباقات ناسكار مصادق عليها. حلبة إلكو سبيدواي في إلكو عبارة عن 3/8 ميل بيضاويو مرصوفة، أقيمت عليها أحداث ناسكار لأكثر من عشرين عامًا. حلبة ريسوي بارك في شاكوبي عبارة عن 1/4 ميل بيضاوية مرصوفة.
من بين سائقي ناسكار من مينيسوتا:
- جو فراسون - خاض عدة سباقات في السبعينيات، أفضل إنجاز في مسيرته هو الثالث (ثلاث مرات)
- مايك غارفي - سائق سلسلة شاحنات NASCAR Camping World
- جيريك جونسون - سائق سلسلة شاحنات NASCAR Camping World
- برنت شيرمان - خاض ستة سباقات من سلسلة كأس ناسكار في عام 2006
- بلاكي وانجيرين - كان أفضل إنجاز في مسيرته في المركز الثالث عشر[16]
- نك لويس - بطل ريسويبارك بومبر تراك لعام 2009

### رالي
رالي أمريكا ومقره في غولدن فالي يقام سنويًا في الغابات بالقرب من بيمدجي. يُعقد هذا الحدث المعروف باسم رالي غابات أوجيبوي أواخر شهر أغسطس من كل عام. تنظم رالي أمريكا أيضًا فعاليات في ميشيغان وميسوري وأوريغون وواشنطن وبنسلفانيا ومين وكولورادو. ترافيس باسترانا نجم ألعاب إكس أحد المنتظمين في هذه السلسلة.

## ألعاب القوى
تتمتع مينيسوتا بتاريخ طويل مع ألعاب القوى يعود إلى سنواتها الأولى كولاية، عندما اجتذبت سباقات المضمار وفرق السباق الجامعية حشودًا كبيرة. مع نمو المدن والبلدات في مينيسوتا في تسعينيات القرن التاسع عشر، أصبحت سباقات المضمار والميدان حدثاً شائعاً في المدارس والكليات. عززت الدورات الأولمبية المبكرة (خاصةً أولمبياد 1908) مكانة «الماراثون»، وهو سباق مسافته 26.2 ميلاً عدوا على الطريق، فكان لمينيسوتا ماراثونها الخاص قبل عام 1920.
غالبًا ما توصف مينيسوتا بأنها واحدة من أكثر الولايات صحة في أمريكا، بالإضافة إلى قاعدتها القوية من عدائي الطرق وأعداد المشاركة العالية في سباقات الطرق المحلية. بحلول الستينيات، بدأ الأولمبي المستقبلي رون داوس مع ماراثون أرض البحيرات في منيابولس، والذي نما ليصبح ماراثون مدينة البحيرات. تنامت المشاركة في الماراثون بينما ازدهرت سباقات الطرق المحلية الأصغر. نمى ماراثون مدينة البحيرات ليصبح ماراثون المدينتان التوأم الذي نُظم لأول مرة في عام 1982.
أدى نجاح الأولمبي غاري بيوركلاند وسرعة أسطورة ماراثون بوسطن المينيسوتي ديك بيردسلي، إلى مزيد من النمو في الرياضة في الريف الشمالي بالقرب من دولوث حيث نُظم ماراثون الجدة (Grandma's Marathon) لأول مرة في عام 1977. تمت تسميته على اسم المطعم الموجود في كانال بارك، وليس على جنس وعمر الفائزين. سجل السباق بعض من أسرع الأزمنة في الولايات المتحدة، جعل من نورث شور وجهة منافسة سباقات دولية.
الآن تشكل كل مدرسة ثانوية وكلية في الولاية تقريبًا فرقًا عدو ريفي ولألعاب المضمار والميدان لكلا الجنسين. تستضيف الولاية أيضًا فريقًا من محترفي المسافات الطويلة يتدرب للمنافسة على سباقات الطرق الوطنية: فريق
MN Distance Elite (المعروف سابقًا باسم Team USA Minnesota).
توجد في الولاية العشرات من أندية العدو، وتتنافس في دائرة سباقات معروفة باسم USATF Team Race Circuit.

### الماراثون
يوجد اليوم ثمانية سباقات ماراثون على الطرق متعرف بها من الاتحاد الأمريكي لألعاب القوى في مينيسوتا:
- ماراثون الجدة (من تو هاربورس إلى دولوث، تأسس عام 1977)
- ماراثون المدينتان التوأم (من منيابولس إلى سانت بول، تأسس عام 1982، ولكن سبقه ماراثون أرض البحيرات [1963-1975]، ماراثون مدينة البحيرات (1976 - 1981) وماراثون سانت بول (1981).
- ماراثون مد سيتي (في روشستر، تأسس عام 1996)
- ماراثون مانكاتو (في مانكاتو، تأسس عام 2010)
- ماراثون بحيرة ووبيغون من هولدنفورد إلى سانت جوزيف، تأسس عام 2008)
- ماراثون رن فور ذا ليكس (في نيسوا، تأسس عام 2008)
- ماراثون بيمدجي بلو أوكس (في بيمدجي، تأسس عام 2013)
- ماراثون إلي (في إلي، تأسس عام 2015)

## الرياضة الجامعية
يوجد في مينيسوتا 27 جامعة تتنافس في الرابطة الوطنية لرياضة الجامعات (NCAA). ومينيسوتا هي إحدى الولايات الأمريكية الإحدى عشرة التي ليس لديها أية جامعة منضمة كعضو في الرابطة الوطنية للرياضة بين الكليات (NAIA)، على الرغم من أن هناك جامعات تنتقل من NAIA إلى NCAA.

### القسم الأول
تنافس فرق مينيسوتا غولدن غوفرز في القسم الأول من NCAA كأعضاء في اتحاد العشرة الكبار بجميع الألعاب الرياضية باستثناء الهوكي النسائي، حيث يرعى اتحاد العشرة الكبار مسابقة الرجال فقط. في لعبة الهوكي للسيدات، الجامعة عضو في الرابطة الوطنية لرياضة الجامعات (NCAA) ويتبع لاتحاد الهوكي الغربي (WCHA). فاز غولدن غوفرز بـ 28 بطولة وطنية جماعية، بما في ذلك 7 في كرة القدم، و 5 في هوكي الرجال، و 3 في البيسبول، و 7 في الهوكي النسائي، و 2 في كرة السلة للرجال، و 1 في جولف الرجال، و 1 في سباقات المضمار والميدان للرجال، و 3 في مصارعة الرجال. كما فاز غولدن غوفرز بـ 178 لقب بالاتحاد.
تنافس أربع جامعات أخرى من مينيسوتا أيضًا في القسم الأول من الرابطة الوطنية لرياضة الجامعات مع فرق تتنافس على المستوى الوطني في هوكي الجليد. مدارس القسم الأول الأخرى هي جامعة بيمدجي وجامعة ولاية مينيسوتا، مانكاتو (تحمل اسم مينيسوتا ستيت في المنافسات الرياضية) وجامعة سانت كلاود وجامعة مينيسوتا دولوث. كل هذه الجامعات تضم فرق رجال ونساء. يتنافس الأربعة حاليًا على الجانب النسائي من WCHA ، لكن لديهم منازل مختلفة لفرق رجالهم. تتنافس ولاية بيميدجي وولاية مينيسوتا أيضًا على جانب الرجال في اتحاد تنسيق الشؤون الإنسانية، بينما تتنافس مينيسوتا-دولوث وسانت كلاود ستيت في المؤتمر الوطني للهوكي الجماعي (NCHC)، والذي يدير دوريًا للرجال فقط. فازت دولوث بولدوجز بخمسة بطولات من القسم الأول في هوكي الجليد للسيدات وبطولتين من الدرجة الأولى في هوكي الجليد للرجال. بعد موسم 2020-21، غادر بيمدجي ومينيسوتا ستيت اتحاد الهوكي الغربي (WCHA) للرجال ليصبحا عضوين افتتاحيين في اتحاد الهوكي الأوسط (CCHA). هذا الدوري هو إحياء لاتحاد رجال سابق استمر بالقسم الأول من عام 1971 إلى عام 2013.